# SB 32d
Die Dampflokomotivreihe SB 32d war eine Tenderlokomotivreihe der Südbahn-Gesellschaft.

## Geschichte

Lok 2 der Sulmtalbahn, vermutlich um 1907 im Bahnhof Pölfing-Brunn

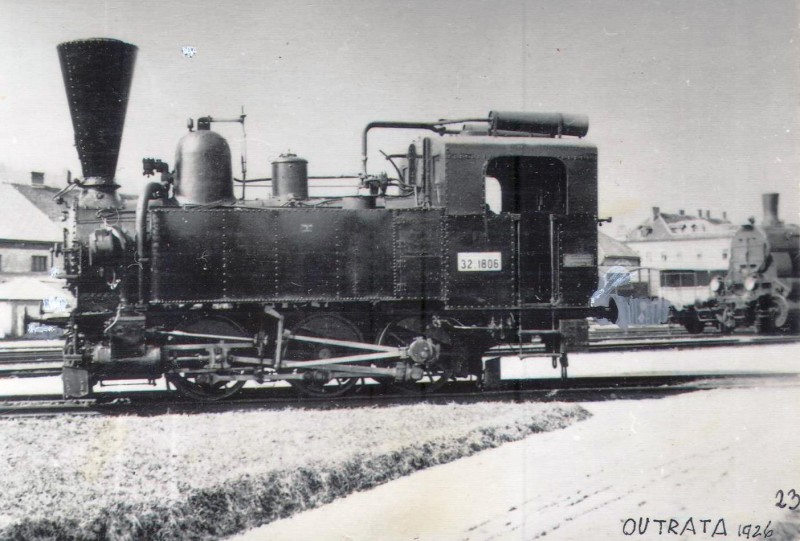
Lok 1806 im Jahr 1926

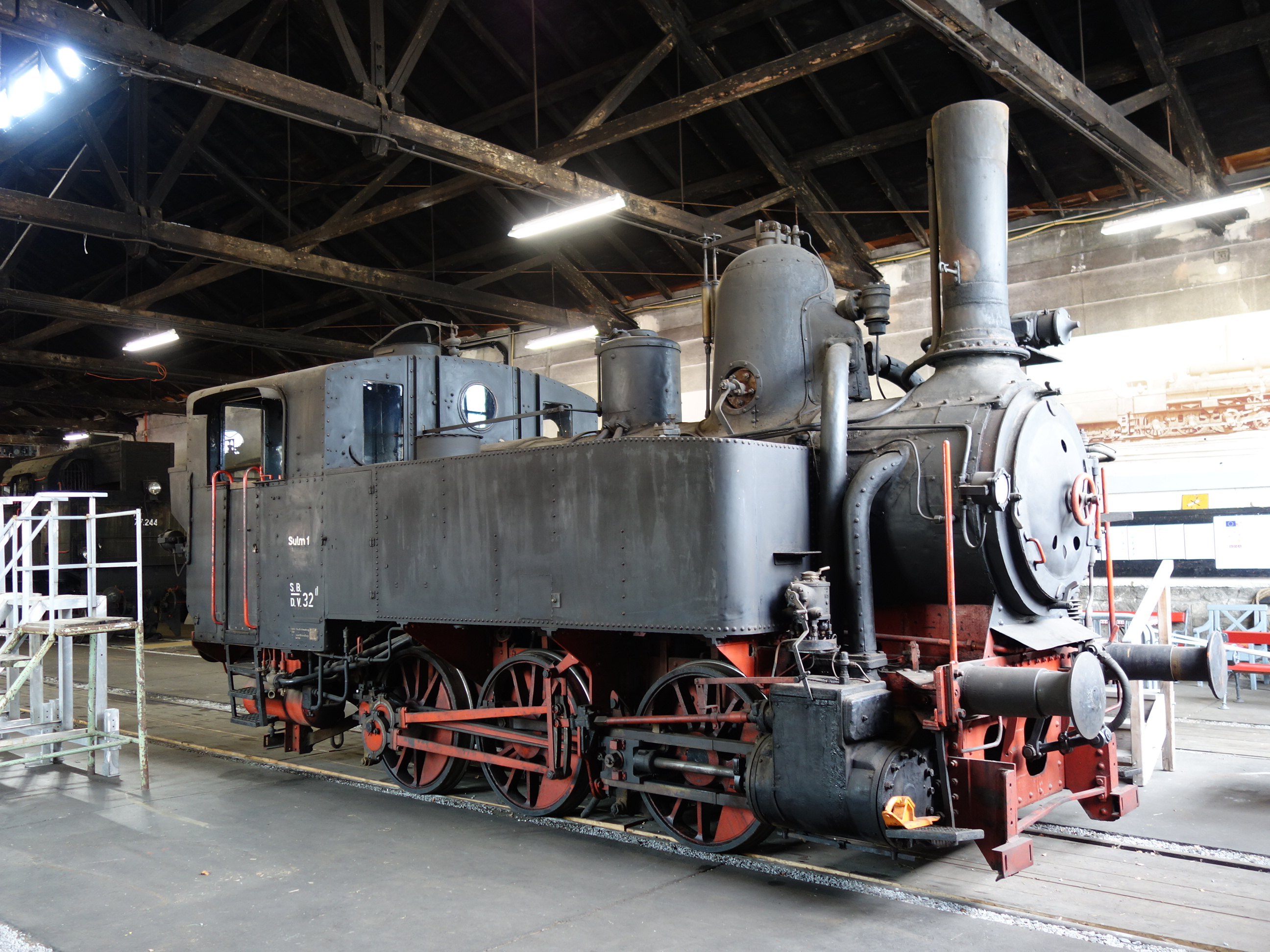
Die Sulm 1 im Eisenbahnmuseum Lienz (2019)

22 kleine Tenderlokomotiven wurden von der Südbahn für den Lokalverkehr 1884 bis 1906 von der Lokomotivfabrik Floridsdorf (12 Stück) und von der Wiener Neustädter Lokomotivfabrik (10 Stück) beschafft. Weitere 15 standen auf der Rohitscher Lokalbahn (2 Stück), auf der Sulmtalbahn (2 Stück) und auf der Lokalbahn Barcs–Pakrac (11 Stück) im Einsatz. Mindestens eine Maschine wurde auf der Brennberger Kohlenbahn eingesetzt.
Zu den BBÖ kamen 1923 bei der Verstaatlichung der in Österreich gelegenen Strecken der Südbahn acht Stück, die als 394.01–08 bezeichnet wurden. Sie wurden bis 1930 ausgemustert. Sechs Exemplare kamen zur Graz-Köflacher Bahn (GKB) darunter die Maschinen der Sulmtalbahn.
Außerhalb Österreichs kamen drei zu den Ungarischen Staatsbahn (MÁV) als Reihe 361 und 19 zu den Eisenbahnen des Königreichs der Serben, Kroaten und Slowenen und später als Reihe 151 zu den JDŽ, von denen sechs 1941 als 98 7041–7046 von der Deutschen Reichsbahn (DR) eingereiht wurden. Zwei Maschinen der Reihe kkStB 394 wurden von den JDŽ ebenfalls in die Reihe 151 eingeordnet (151-020 und 151-021).

## Erhaltung
Die Lok 2 der Sulmtalbahn ist im Eisenbahnmuseum Lienz erhalten. Die ehemalige Lok 1806 befindet sich als JDŽ 151-012  im Bestand des Serbischen Eisenbahnmuseums. Weiters ist die JDŽ 151-001, die ehemalige Lok 1 der Rohitscher Lokalbahn, vor dem Bahnhof von Maribor als Denkmal aufgestellt. 